# Lubomir Zelezny
Lubomir Zelezny (født 16. marts 1925 i Ostrava - død 27. september 1979 i Prag, Tjekkiet) var en tjekkisk komponist.
Zelezny studerede privat hos Karel Boleslav Jirak, og senere på Prags Musikkonservatorium hos Karel Janecek og på Prags Musikakademi hos Pavel Borkovec.
Han har skrevet 2 symfonier, kammermusik, bratschkoncert, 2 violinkoncerter, fløjtekoncert etc.
Zelezny var også formand for den tjekkiske komponistforening, og medarbejder i musikafdelingen i Prags radio.

## Udvalgte værker
- Symfoni nr. 1 (1963) - for stort orkester
- Symfoni nr. 2 (1971) - for kammerorkester
- "Symfonisk sats" (1947) - for orkester
- Bratschkoncert (1968-1969) - for bratsch og kammerorkester
- 2 Violinkoncerter (19?) - for violin og orkester